# La giustizia del mare
La giustizia del mare (L'Homme du large) è un film del 1920 diretto da Marcel L'Herbier e basato sulla novella di Honoré de Balzac Un drame au bord de la mer. Protagonisti del film sono Roger Karl, Jaque Catelain, Claire Prélia e Marcelle Pradot.
Il film si inserisce all'interno del movimento noto come impressionismo francese.

## Trama
Bretagna: il pescatore Nolff stringe un patto con la moglie, secondo il quale lui avrebbe educato il figlio Michel e lei la moglie Djenna.
Una volta cresciuto, Michel delude però le aspettative del padre: il ragazzo odia la vita in mare e a questa preferisce i vizi e i lustrini della vita cittadina. Qui, il giovane si invaghisce della ballerina di un cabaret e finisce in carcere dopo aver commesso alcuni atti violenti.
Infine, Michel deruba la madre quando quest'ultima è ormai in punto di morte.

## Produzione
Il film fa uso dalla tecnica del flashback, originale per l'epoca.

## Influenze
La costante presenza nella pellicola di un elemento come il mare risente probabilmente dell'influenza del regista svedese Sjöström.

## Critica
Il film fu definito da Henri Langlois, direttore della Cinémathèque française, "il primo esempio di scrittura cinematografica".

## Restauro
Tra il 1998 e il 2001 fu operato un restauro del film, che restituì al pubblico la pellicola nei suoi colori originali.
Nel 2009 la Gaumont distribuì il DVD con la versione restaurata del film.